# 総構え

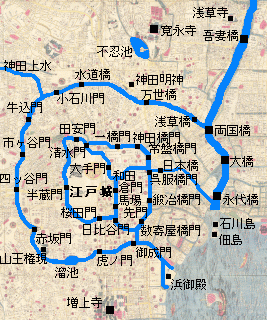
江戸城総構え

総構え（そうがまえ）は、城や砦の外郭（がいかく）、またはその囲まれた内部のこと。特に、城のほか城下町一帯も含めて外周を堀や石垣、土塁で囲い込んだ、日本の城郭構造をいう。惣構（そうがまえ）、総曲輪（そうぐるわ）、総郭（そうぐるわ）ともいう。

## 概要
日本では異民族の侵入が少なかったことや山地が国土の大半を占めることなどから、大陸に見られるような城壁都市は一部を除いて発展せず、野戦用の防御施設として作られた「柵」や武士の居館を堀や櫓で防備した「館（やかた、たて、たち）」が、中世には山城へと発展した。
近世にいたり、城郭が単なる軍事拠点のみならず政治的統治拠点としての役割を持つようになると、城下町や家臣団防備の目的で従来の城の機能的構成部分（内郭）から、さらにもう一重外側に防御線が設けられるようになった。これが総構えである。普通、「城」という場合は、内郭のみを指し、外郭である総構えは天然の地勢（山・河川）をも含むため、どこまでをいうのか不明瞭なものもあった。また総構えの堀は総堀（惣堀）と言うが、外堀と言われることも多い。ただし単に外堀と言った場合は、総構え堀を指す場合と本城の外側の堀を指す場合とがある。
後北条氏の拠点、小田原城の総構えは2里半（約9km）に及ぶ空堀と土塁で城下町全体を囲む長大なものであった。大坂城の外郭も周囲2里の長さで、大坂冬の陣では外郭南門の外側に出丸が造られ（真田丸）、徳川方は外郭内に1歩も侵入できなかったという。また江戸時代の江戸城外郭は最大で、堀・石垣・塀が渦状に配されて江戸市街の全てを囲んでいた。
総構えの典型は、中国の城や中世欧州の都市のように、都市全域を囲む堀と塁（城壁）にみることができる。中世都市の堺は三方を深さ3m、幅10m程の濠で囲み、木戸を設けて防御に備えていた。今でも遺構を見ることが出来る京都の「御土居」も典型的な総構えであり総延長は5里26町余（22.4km）にも及んだ。

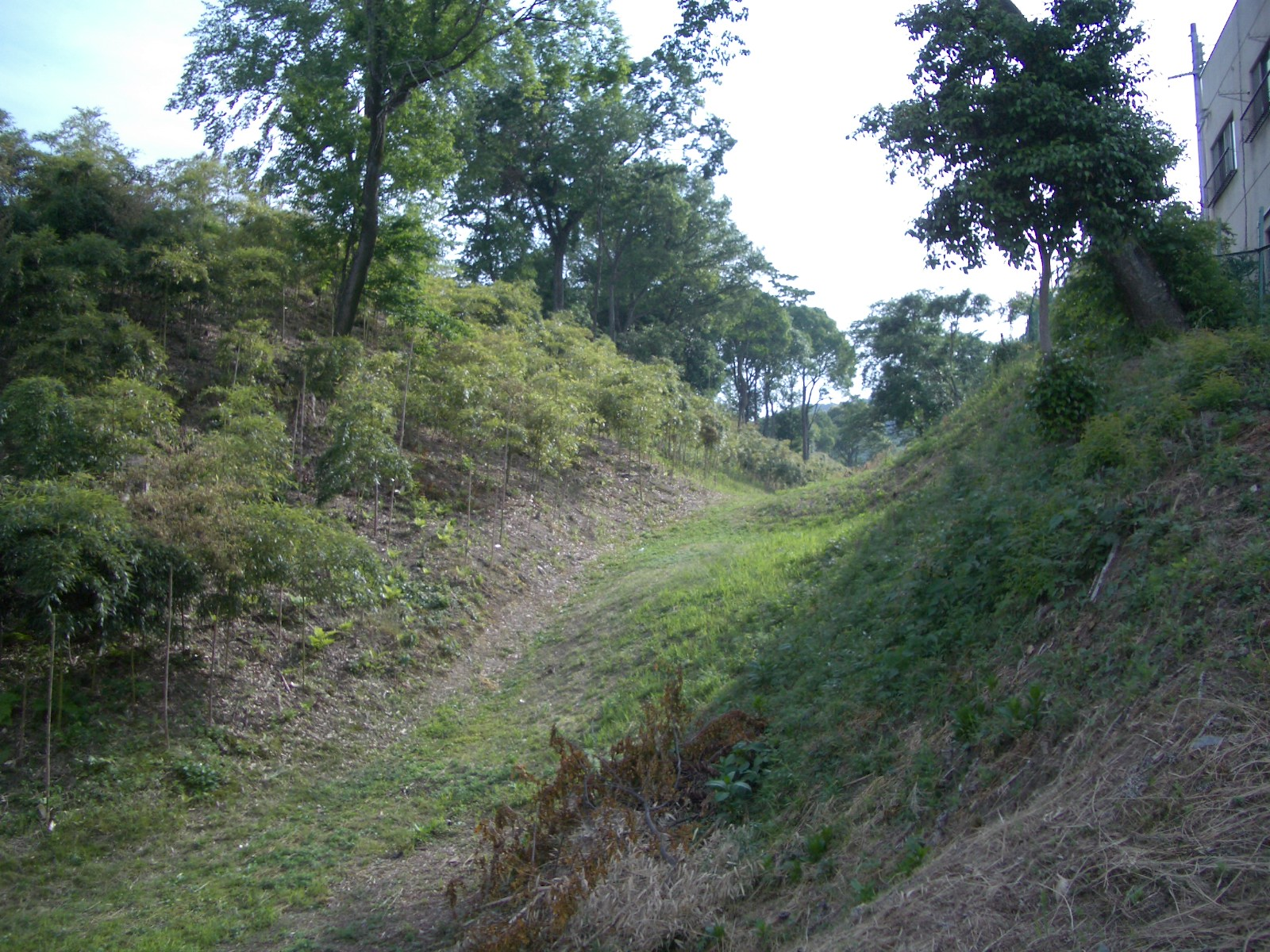
京都市北区大宮土居町の御土居堀
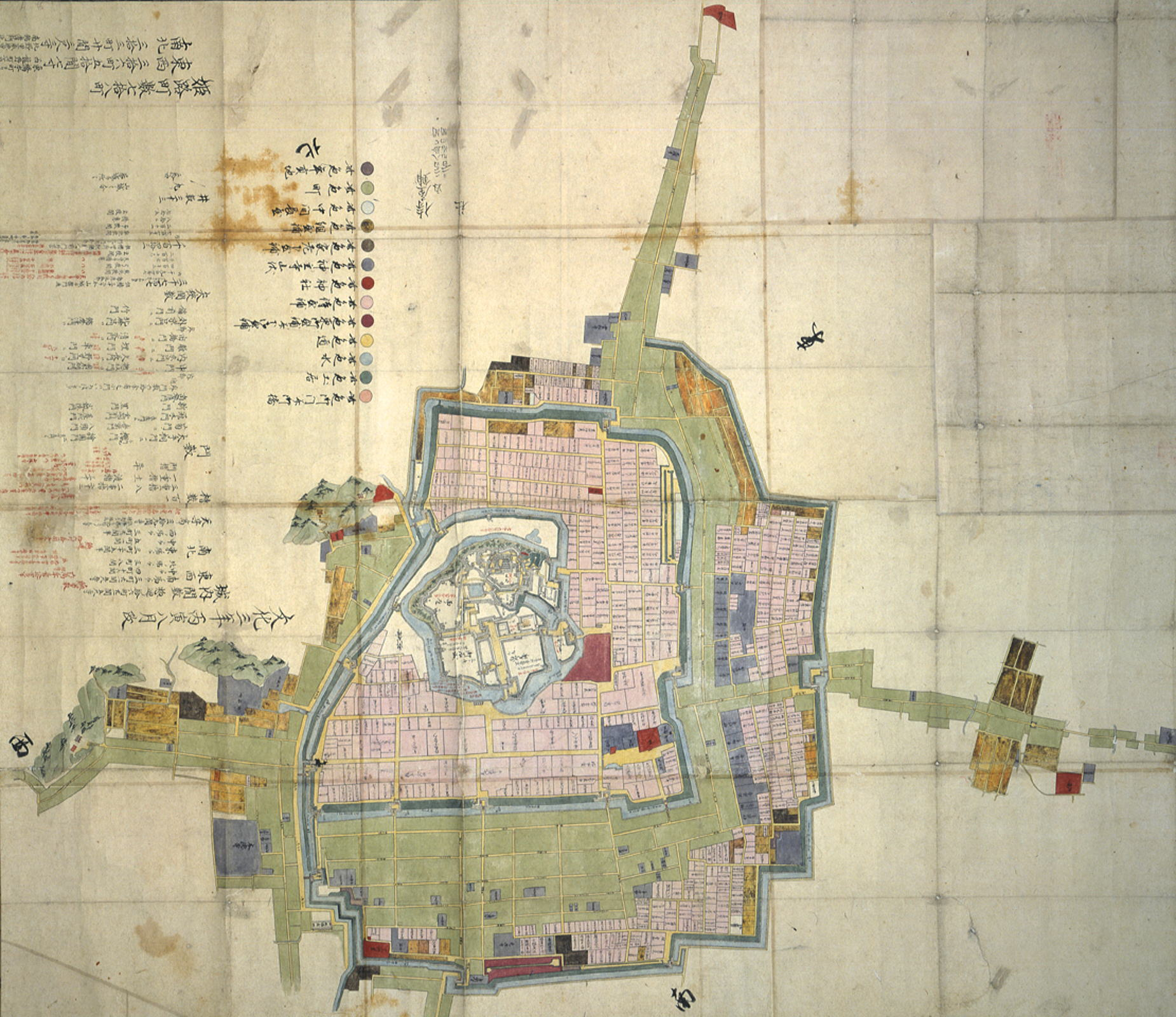
姫路城総構えと街道沿いの町割り。文化3年（1806年）。
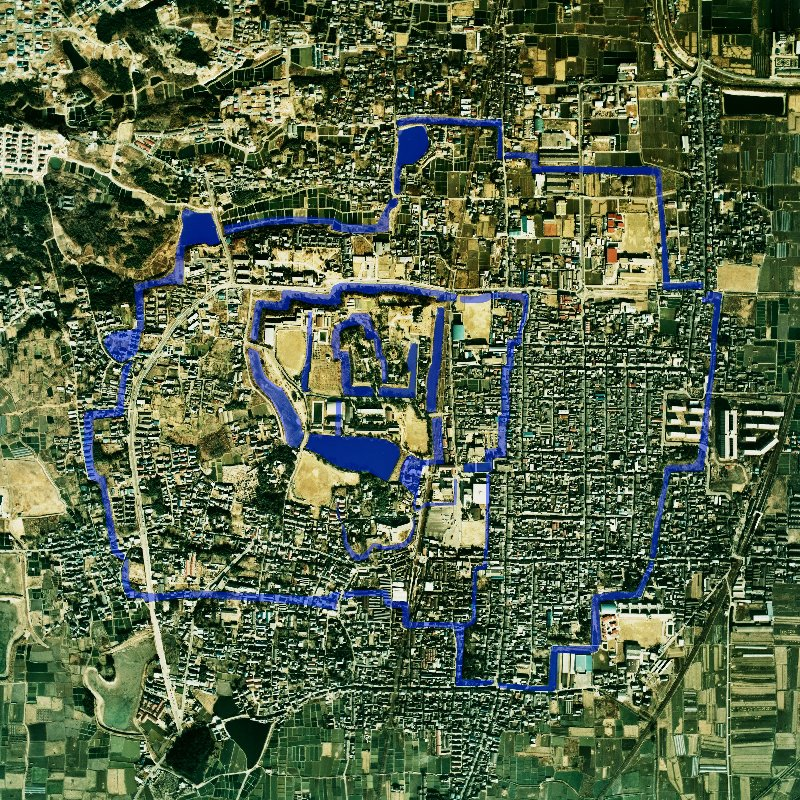
郡山城総構え
国土交通省 国土地理院 地図・空中写真閲覧サービスの空中写真を基に作成
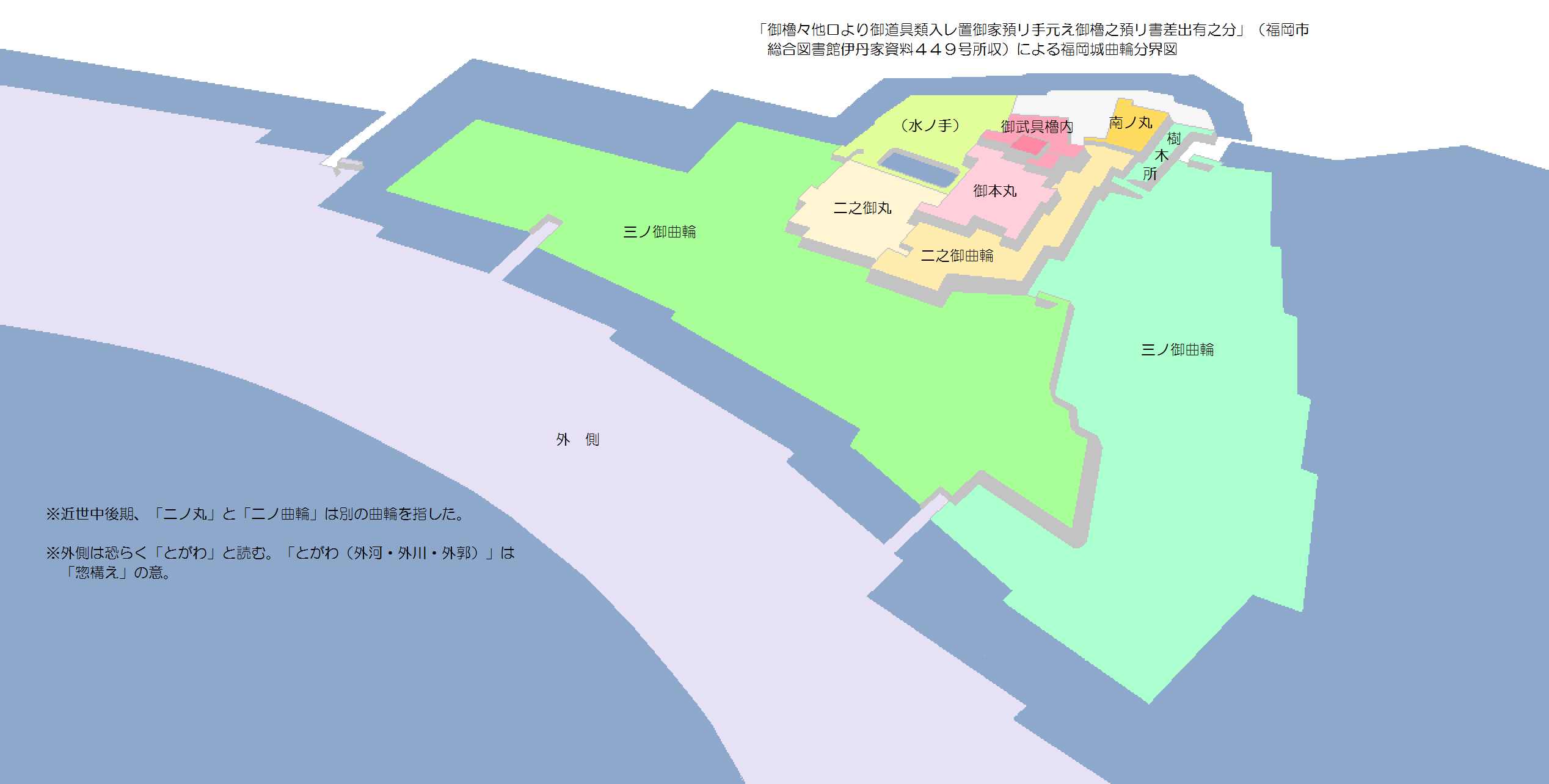
福岡城の曲輪分界図

## 最古の遺構

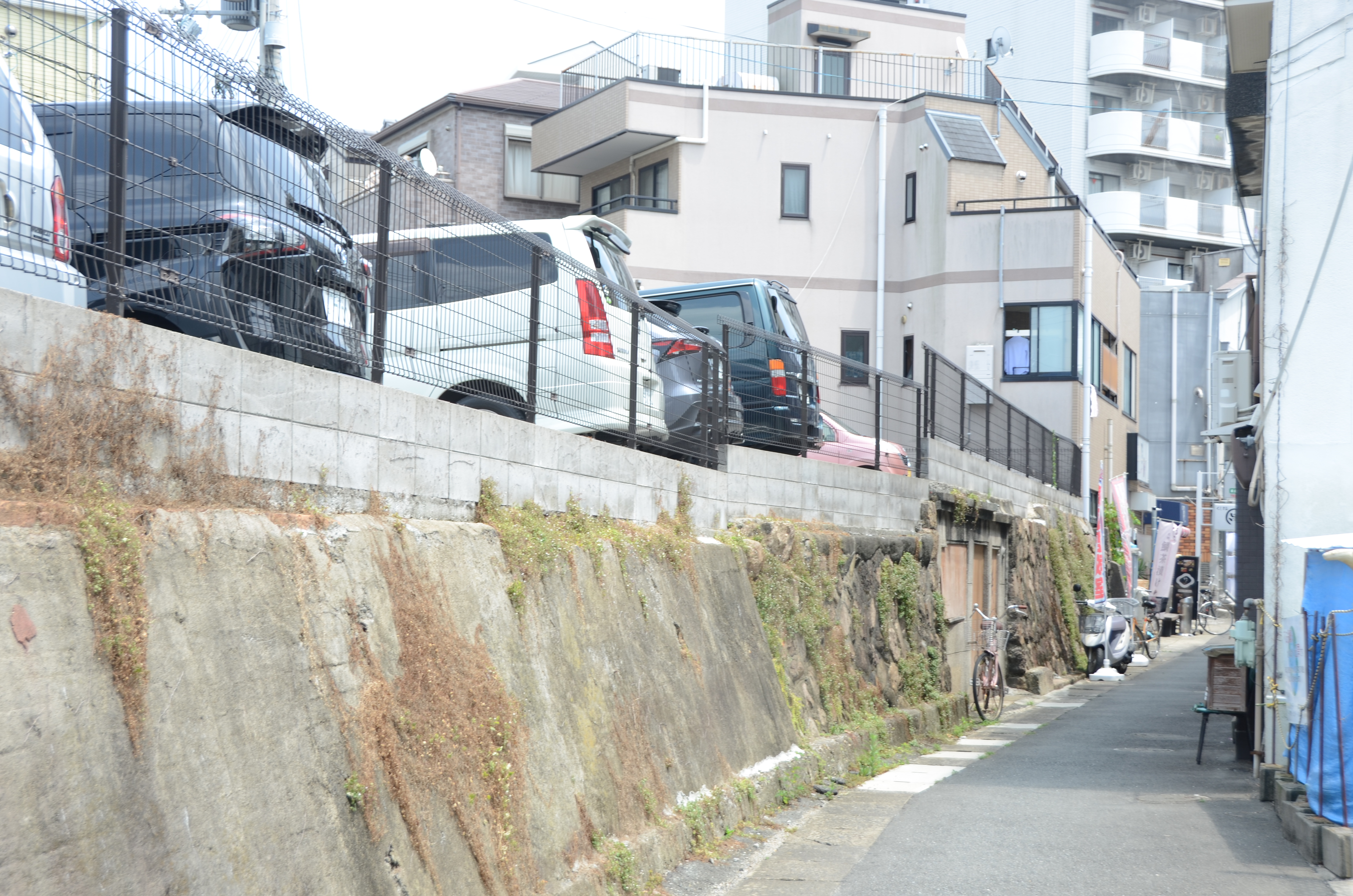
有岡城の総構石垣遺構の一部

現在判明している総構えの最古の遺構は、兵庫県伊丹市にある有岡城（伊丹城）趾で、国指定の史跡となっている。有岡城は、南北朝時代に伊丹氏により築城され伊丹城と称したが、天正年間に荒木村重により改修され総構えとなり有岡城と改称した。しかし10年ほどで廃城となっている。
尚、文明15年(1483年)に築城が始まった山科本願寺も巨大な土塁と水堀を用いて寺社町を囲う壮大な総構えを有しており、これを最古とする説もある。

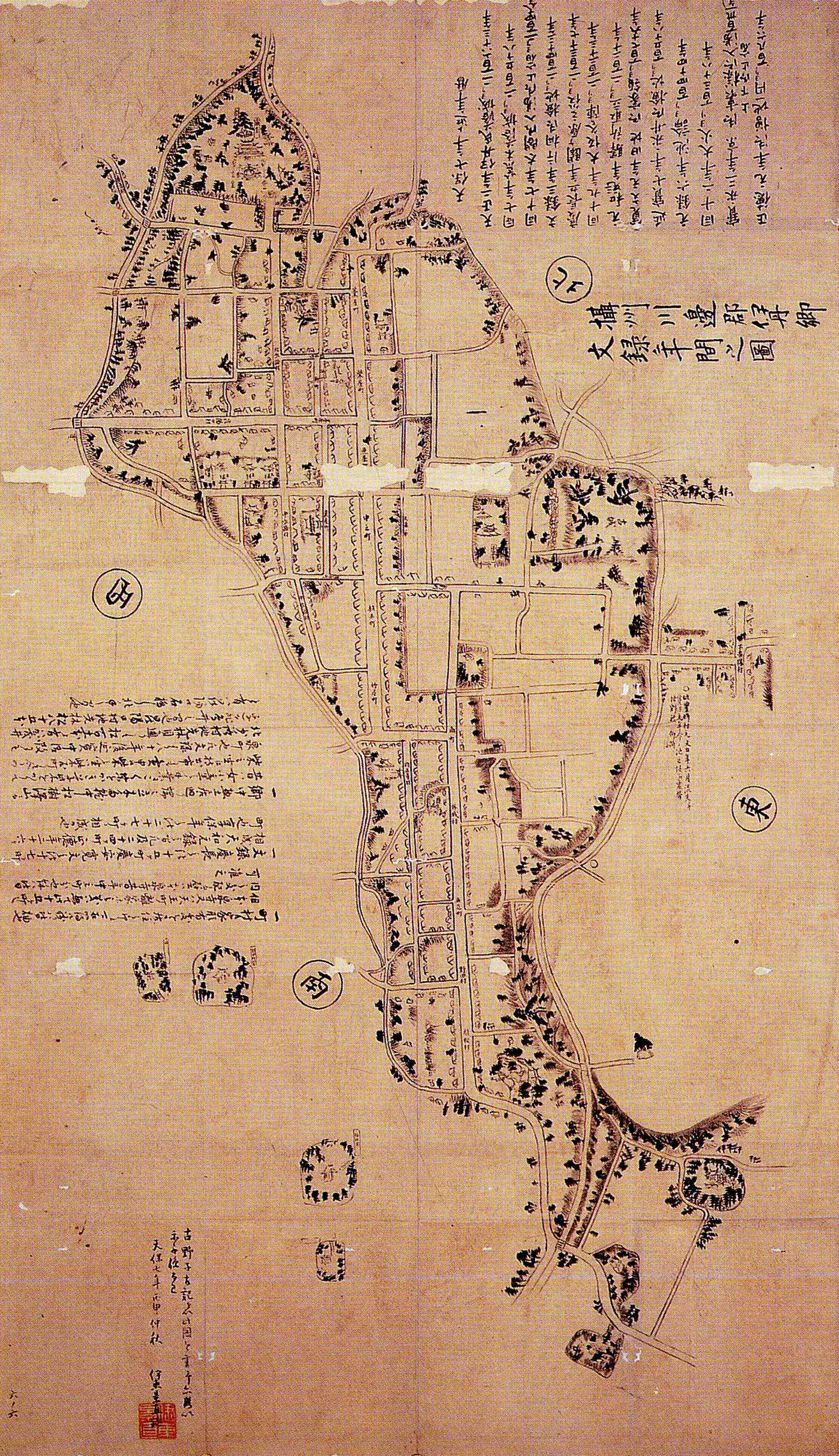
文禄年間に伊丹の姿を描いた絵図
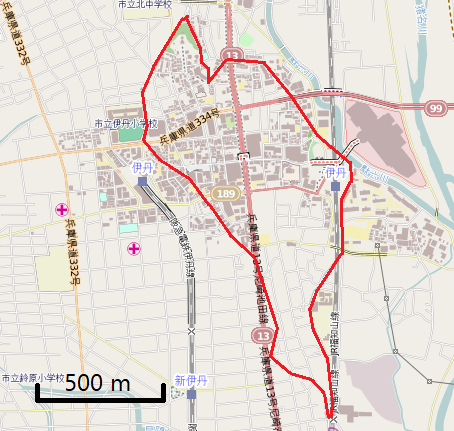
現代の伊丹市の地図における総構えの範囲

## 主な総構えの城
東北地方
- 盛岡城
- 久保田城
- 米沢城
- 若松城[6]
- 桧原城[7]

関東地方
- 水戸城
- 土浦城
- 館林城
- 倉賀野城
- 白井城

- 宿阿内城
- 平井城
- 本佐倉城[8]
- 臼井城[9]
- 岩槻城[10]
- 滝の城[11]
- 江戸城[12]
- 小田原城[13]

中部地方
- 甲府城
- 小岩嶽城[注 4]
- 長岡城
- 田中城

- 西尾城
- 清洲城
- 犬山城
- 岐阜城[15]
- 松ノ木城[16]
- 金沢城[17]

近畿地方
- 桑名城
- 長浜城
- 彦根城
- 伏見城
- 亀山城
- 郡山城

- 大坂城[18]
- 岸和田城
- 有岡城 （伊丹城）
- 明石城
- 姫路城[19]

中国地方
- 岡山城
- 福山城
- 広島城
- 三次城
- 松江城[20]
- 萩城[21]

四国地方
- 丸亀城[22]
- 高知城

九州地方
- 小倉城[23]
- 福岡城[24]
- 柳川城[25]
- 府内城（大分城）[26]
- 中津城[27]
- 山田城[28]
- 安永城[28]